# Liste der Kirchen im Bistum Banjul
Diese Liste der Kirchen im Bistum Banjul listet die römisch-katholischen Kirchen und Kapellen und einer Kathedrale im Bistum Banjul von Gambia auf.

## Liste
Liste kann unvollständig sein.
| Bild | Kirche                                                                              | Region Ort Koordinaten                                                                | Pfarre | Rang |
| ---- | ----------------------------------------------------------------------------------- | ------------------------------------------------------------------------------------- | ------ | ---- |
|      | Römisch-katholische Kathedrale von Banjul (Cathedral of Our Lady of the Assumption) | Greater Banjul Area, Banjul (13,451111° N, 16,574444° W)                              |        |      |
|      | St Therese’s Church                                                                 | Greater Banjul Area, Kanifing Municipal, Kanifing (13,445921° N, 16,675179° W)        |        |      |
|      | Church of the Blessed Sacrament                                                     | Greater Banjul Area, Kanifing Municipal, Kanifing Estate (13,451111° N, 16,574444° W) |        |      |
|      | St Charles Lwanga Church                                                            | Greater Banjul Area, Kanifing Municipal, Faji Kunda (13,409985° N, 16,668134° W)      |        |      |
|      | St Peter’s Church                                                                   | West Coast Region, Lamin ()                                                           |        |      |
|      | St Kizito’s Church                                                                  | Greater Banjul Area, Kanifing Municipal, Bakoteh (13,434981° N, 16,692459° W)         |        |      |
|      | St Anthony’s Church                                                                 | Greater Banjul Area, Kanifing Municipal, Kololi (13,448708° N, 16,713407° W)          |        |      |
|      | Church of the Resurrection                                                          | West Coast Region, Brikama ()                                                         |        |      |
|      | St Martin’s Church                                                                  | West Coast Region, Kartong (13,091381° N, 16,759478° W)                               |        |      |
|      | Star of the Sea Church                                                              | Greater Banjul Area, Kanifing Municipal, Bakau (13,481925° N, 16,675421° W)           |        |      |
|      | Mary Mother of God Church                                                           | Lower River Region, Soma ()                                                           |        |      |
|      | St John the Baptist Church                                                          | North Bank Region, Farafenni ()                                                       |        |      |
|      | St Joseph’s Church                                                                  | Upper River Region, Basse (13,310133° N, 14,212795° W)                                |        |      |
|      | Sacred Heart Church                                                                 | Central River Region, Bansang ()                                                      |        |      |
|      | Our Lady of Fatima Church                                                           | West Coast Region, Bwiam ()                                                           |        |      |
|      | Christ the King Church                                                              | Dasilami ()                                                                           |        |      |
|      | St Francis Church                                                                   | West Coast Region, Kunkujang ()                                                       |        |      |
|      | Holy Cross Church                                                                   | West Coast Region, Brusubi ()                                                         |        |      |
|      | Holy Spirit Church                                                                  | Greater Banjul Area, Banjul ()                                                        |        |      |
|      | St Michael’s Church                                                                 | North Bank Region, Njongon ()                                                         |        |      |